# Algeti (gmina Marneuli)
Algeti (gruz. ალგეთი) – wieś w Gruzji, w regionie Dolna Kartlia, w gminie Marneuli, nad rzeką o tej samej nazwie. W 2014 roku liczyła 4253 mieszkańców.